# Rožek
Rožek (nemško Rosegg) je staro naselje in občina z mešanim slovensko - avstrijskim prebivalstvom v Zgornjem Rožu na Koroškem. Kraj leži na višini 477 mnm pod ruševinami starega gradu roženskih gospodov iz srede 12. stol. med Vrbskim in Baškim jezerom v okljuku reke Drave, pri čemer je speljan umeten kanal, ki del vode iz Drave pelje na elektrarno nizvodno pri Goričah oz. Reki (Mühlbach), kar postavlja Rožek na nekakšen (napol umetni) otok. 

### Struktura občine
Rožek sestavljajo tri katastralne občine in sicer Gora, Tmara vas in Rožek ter sledečih 18 vasi in zaselkov(s številom prebivalcev, stanje leto 2001):
| - Breg (Frög), 87 - Brezje (Pirk), 96 - Broje (Frojach) 10 - Dole (Duel), 70 - Dolinčiče (Dolintschach), 27 - Gora (Berg), 55 - Gora (Bergl), 148 - Mala gora (Kleinberg), 27 - Na Dravi (Drau), 97 - Podhum (Buchheim), 77 | - Ravne (Raun), 55 - Rožek (Rosegg), 442 - Semislavče (Sankt Lamprecht), 222 - Spodnje Goriče (Untergoritschach), 54 - Ščedem (Sankt Johann), 24 - Šmartin (Sankt Martin), 173 - Tmara vas (Emmersdorf), 107 - Zgornje Goriče (Obergoritschach), 31 |

### Zgodovina
Kraj, kjer danes stoji naselje Rožek, je bil naseljen že v prazgodovini, kar izpričuje veliko grobišče v kilometer oddaljenem Bregu (Frog). Kraj je v pisnih virih prvič omenjen leta 875, ko je brižinski škof Arnold zamenjal kmetijo v Rožeku (in loco, qui dicitur Rase) za neko drugo v Werida (Maria Wörth). Stare listina izpričujejo, da je bil v Rožeku sedež pražupnije za Zgornji Rož. Cerkev se v istih virih omenja leta 1106. Iz dokumenta iz tega leta izvemo, da je oglejski patriarh Ulrik I. podaril župnijo kapitlju iz Dobrle vasi. Že pred 1171 je vitez Rudolf na današnjem grajskem hribu zgradil grad in bil po gradu tudi imenovan kot "Rudolfa de Rasek". Rudolf II. Ras je sodeloval na viteškem turnirju v Brežah. Gospodje vitezi iz Rožeka so izumrli leta 1315. Njihove posesti je leta 1320 pridobil Peter iz Liebenberga. 1335 je gospostvo Rožek Peter Liebenberški izgubil in so ga pridobili gospodje Ptujski in Wallsee. Leta 1438 je Anna grofica von Schaumburg podedovala po bratu Eberhardu Ptujskem tudi gospostvo Rožek.
Leta 1478 so dolino Rož opustošili Turki in v suženjstvo odgnali na tisoče ljudi. Leta 1514 je gospostvo kupil Gašpar von Perkheim, ki ga leta 1543 nasledita brata Wolf in Jörg von Perkheim. Po smrti poslednjega  Perkheima leta 1566 posest podeduje Georg Achaz von Losenstein.  Od te družine je leta 1605 gospostvo Rožek kupil Hans Rudolf von Raitenau. Zadnji moški potomec Raitenauerjev, Rudolf Hannibal von Raitenau, je umrl leta 1671 brez otrok in Rožek je priženil  Adam Seyfried von Aichelburg s poroko nečakinje zadnjega Raitenaua. Družina   Aichelburg je zaradi finančnih težav grad in gospostvo leta 1686 prodala Georgu Niklasu grofu von Orsini und Rosenberg. Ta družina je posest imela 145 let do leta 1829, ko jo je kupil Peter vitez von Bohr. Čez dve leti pa jo je podedoval knez Johann von Liechtenstein. Leta 1848 je bilo odpravljeno podložništvo in kmetje so postali lastniki večine zemlje, ki je sodila h gospostvu Rožek.
Rožek je bil v zadnjih desetletjih 19. stol. popolnoma slovensko naselje.
Po zadnjem Avstro-Ogrskem popisu prebivalstva iz leta 1910 je okoli 71% prebivalcev takratne občine Rožek navedlo slovenščino kot svoj vsakdanji pogovorni jezik.
| Občina       | Število slovensko govorečih 1910 | Število nemško govorečih 1910 |
| ------------ | -------------------------------- | ----------------------------- |
| Rožek/Rosegg | 433 (71%)                        | 173 (29%)                     |

### Kulturno življenje
- Galerija Šikoronja redno predstavlja slovenske, koroškoslovenske, nemškoroške in avstrijske umetnike in je središče sodobne likovne umetnosti. [5]

- Slovensko kulturno društvo „Peter Markovič“ pod vodstvom Franca Kattniga je nositelj sodobne slovenske kultune dejavnosti in ima redne aktivnosti.